# RT-2
RT-2 (SS-13 Savage) , a fost prima rachetă balistică intercontinentală cu combustibil solid care a intrat în serviciu în URSS în 1969 . 